# Юуванйоки
Юуванйоки или Юванъёки — река в России, протекает по Карелии.

## Общие сведения
Исток — озеро Юуванлампи в Суоярвском районе. Течёт по ненаселённой местности, перед устьем пересекает границу Сортавальского района. Устье реки находится в 72 км от устья Янисйоки по левому берегу, в посёлке Вяртсиля. Длина реки составляет 48 км, площадь водосборного бассейна — 692 км².

## Бассейн

### Притоки
- В 26 км от устья, по правому берегу реки впадает река Канавайоки.
- В 21 км от устья по левому берегу реки впадает ручей Юлянйоки.

### Озёра
К бассейну Юуванйоки также относятся озёра:
- Корпиярви
- Гнилое
- Сювялампи

## Данные водного реестра
По данным государственного водного реестра России относится к Балтийскому бассейновому округу, водохозяйственный участок реки — Водные объекты бассейна оз. Ладожское без рр. Волхов, Свирь и Сясь, речной подбассейн реки — Нева и реки бассейна Ладожского озера (без подбассейна Свирь и Волхов, российская часть бассейнов). Относится к речному бассейну реки Нева (включая бассейны рек Онежского и Ладожского озера).
Код объекта в государственном водном реестре — 01040300212102000010887.

## Галерея

Юуванйоки
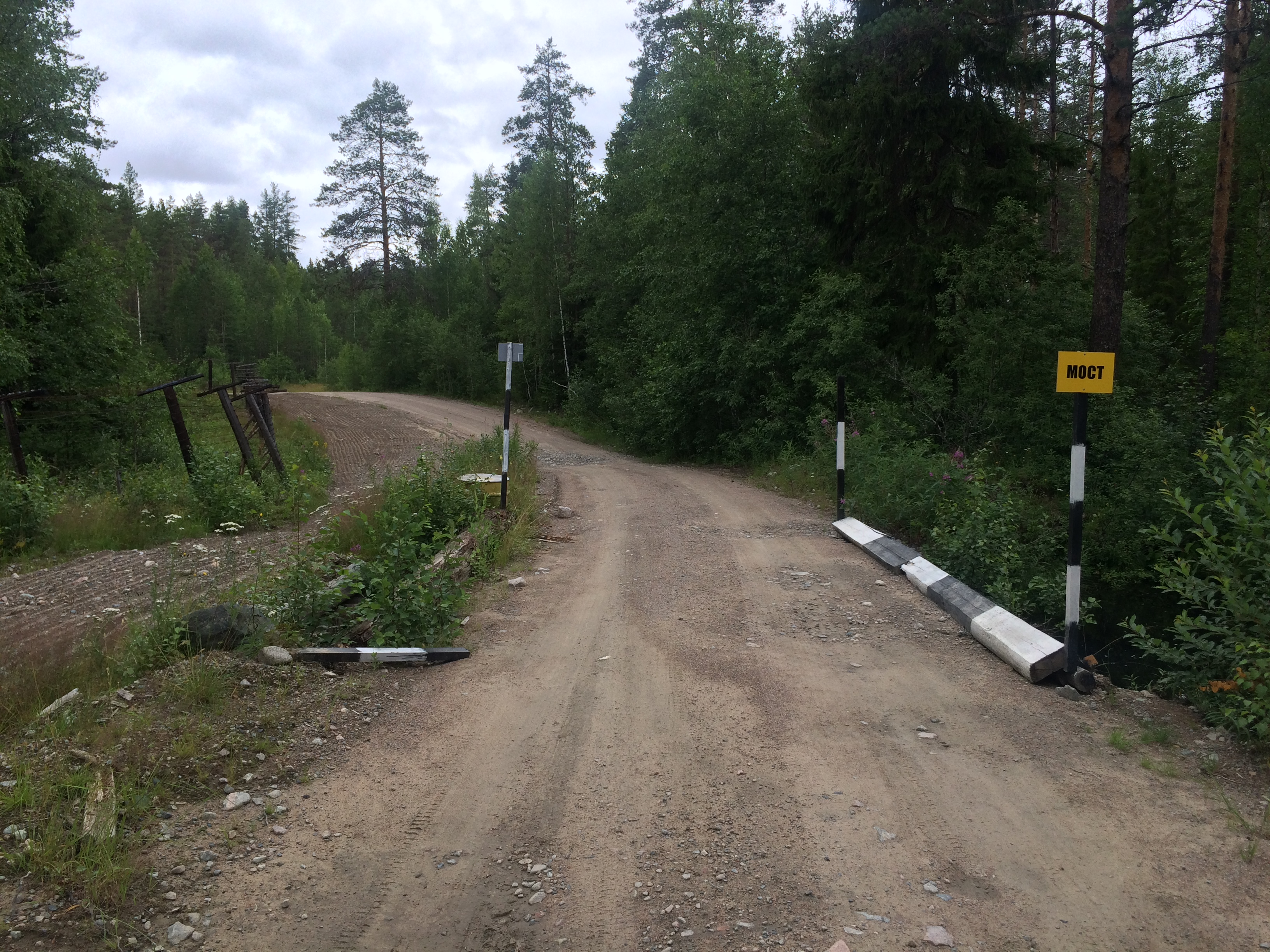
Юуванйоки в среднем течении. Автомобильный мост
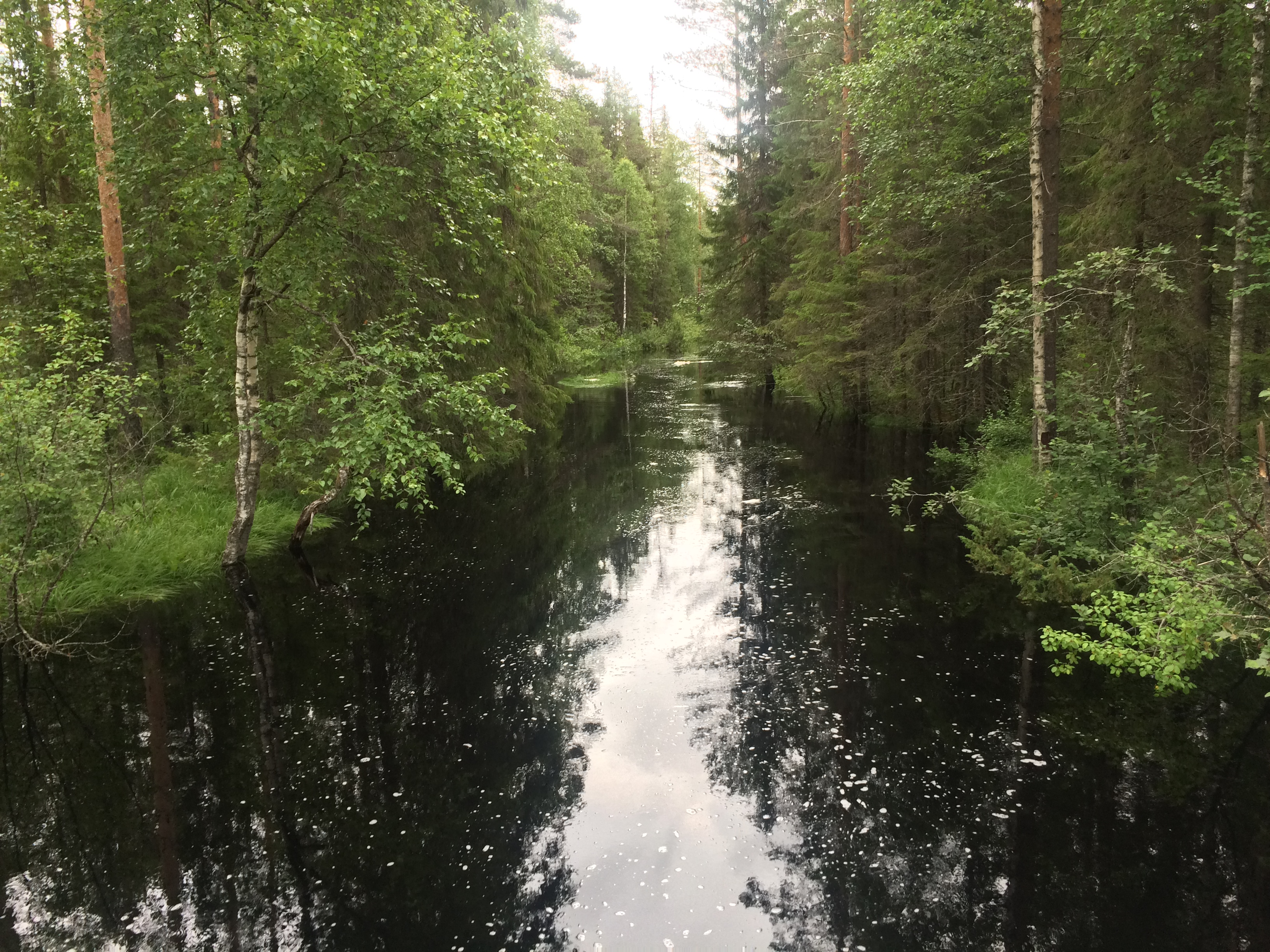
Юуванйоки в среднем течении. Вид против течения
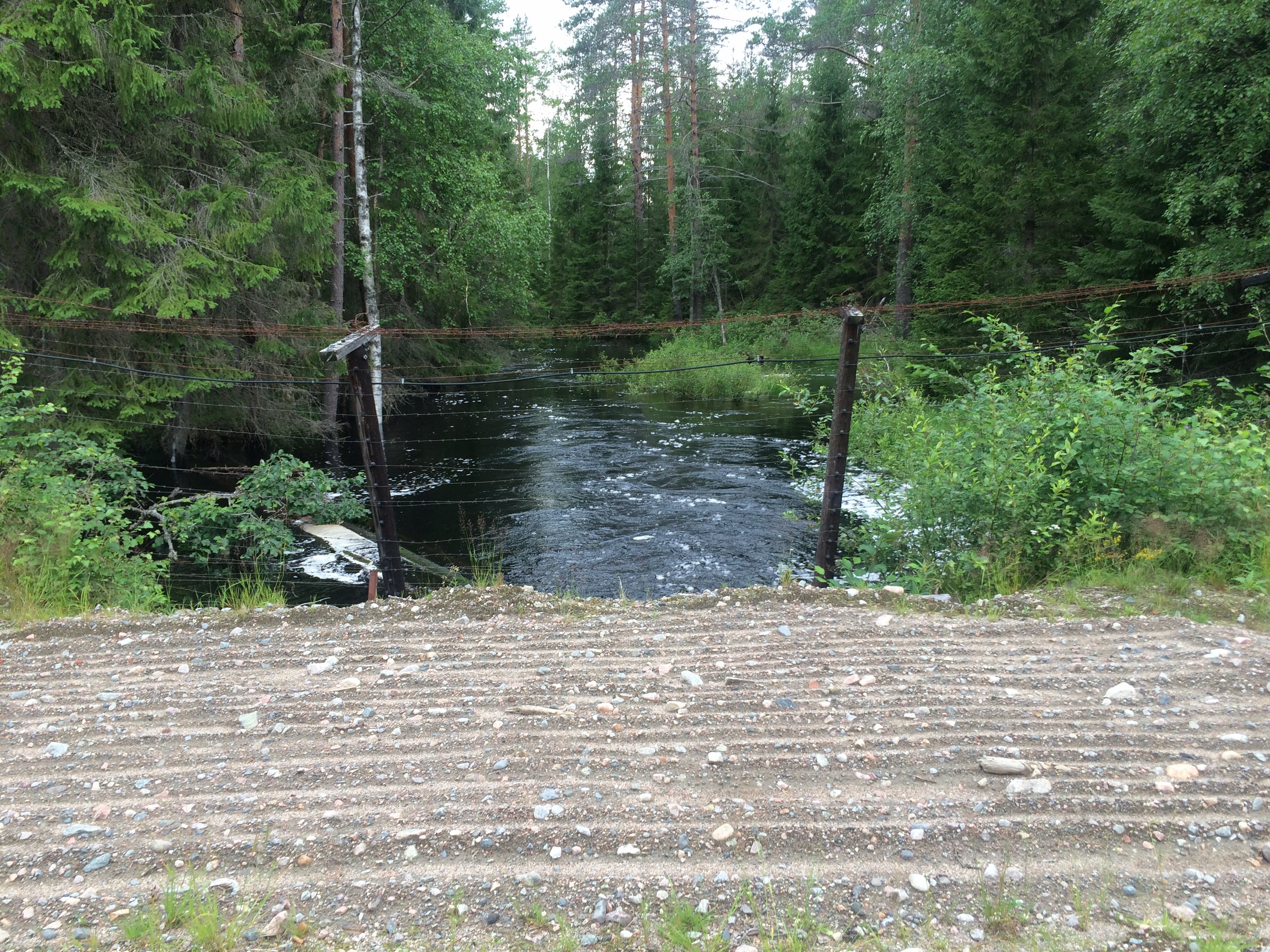
Юуванйоки в среднем течении. Вид по течению
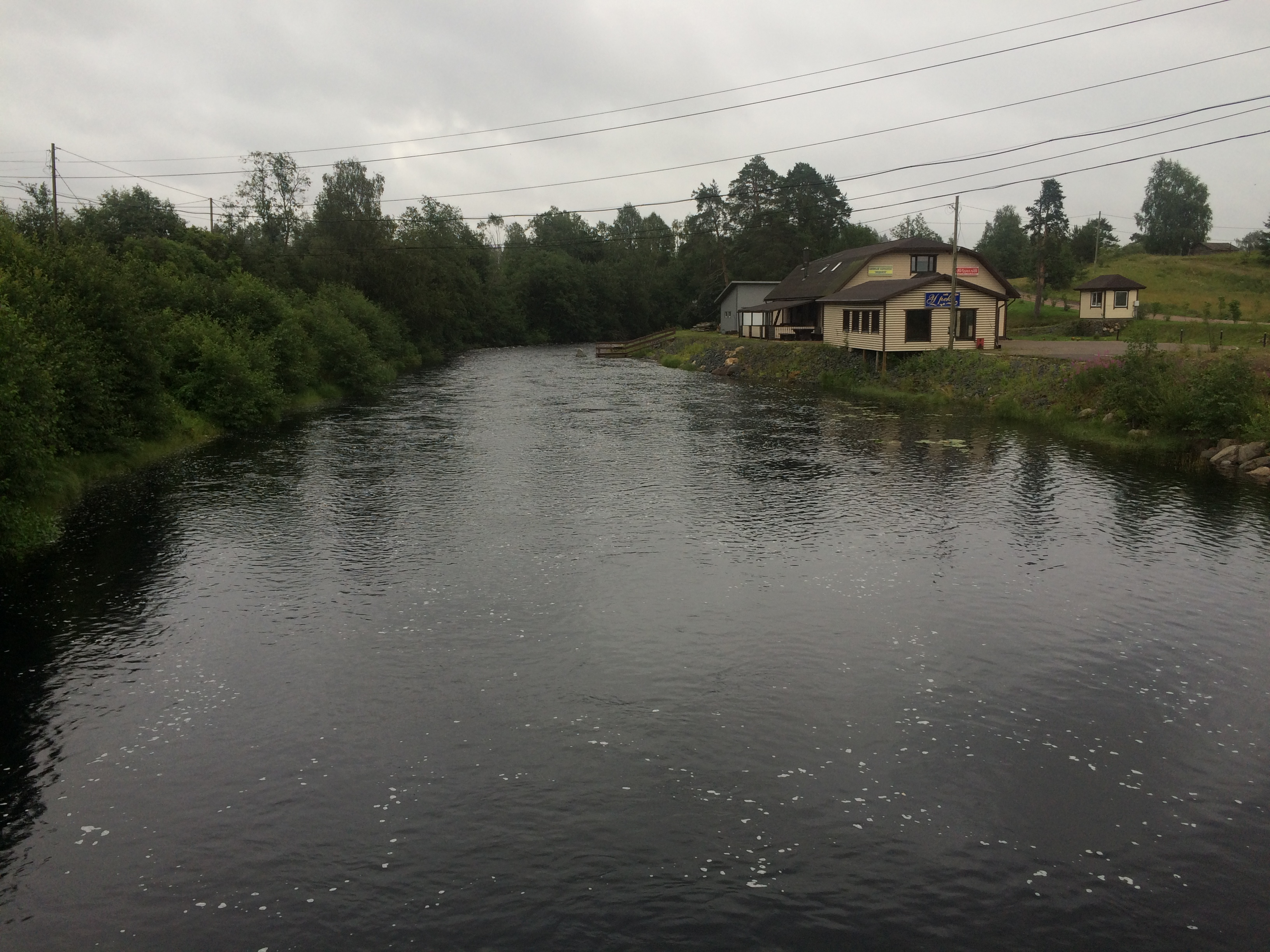
Юуванйоки в Вяртсиля. Вид против течения
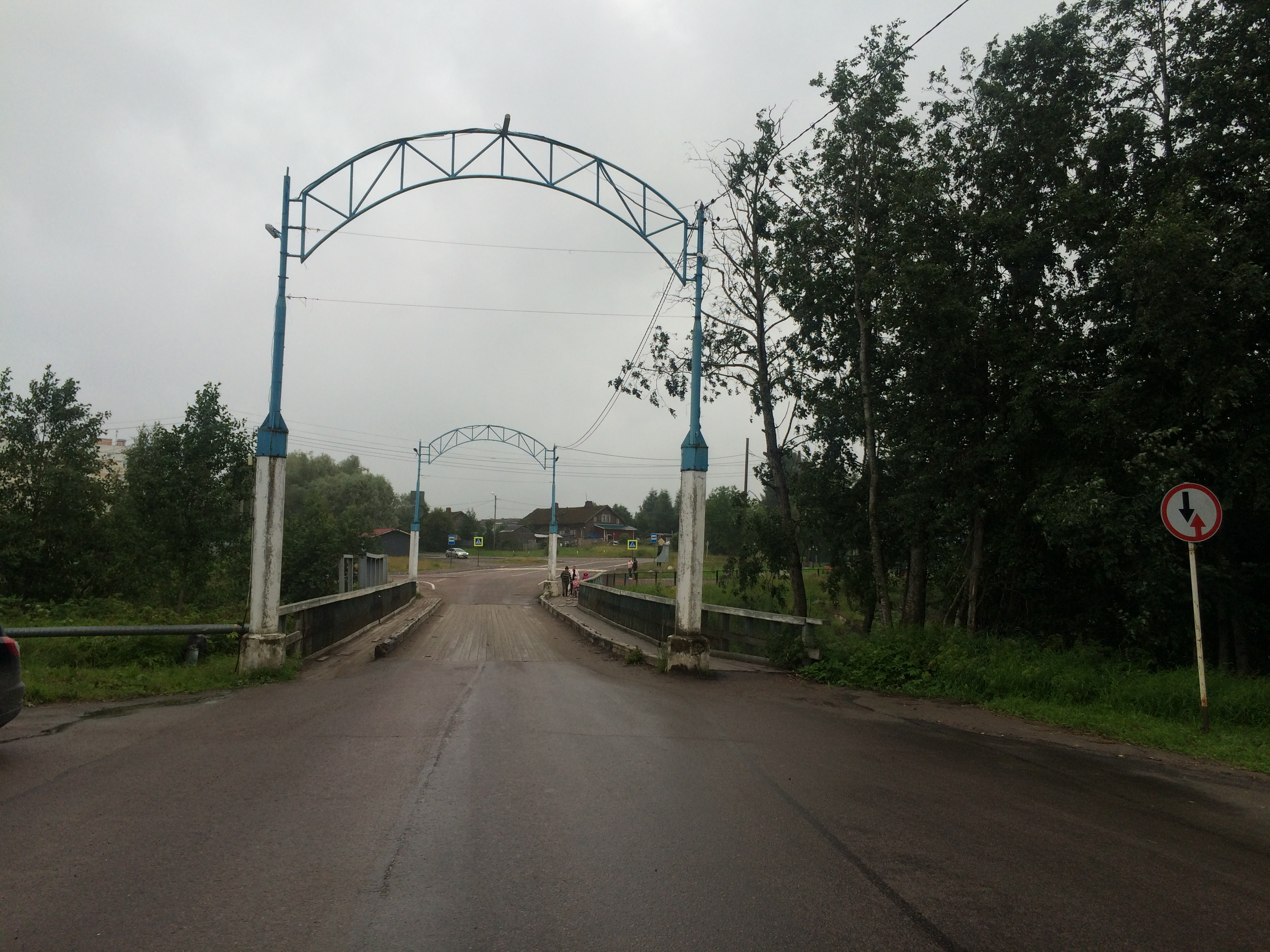
Мост через Юуванйоки в Вяртсиля